# 1633
Il 1633 (MDCXXXIII in numeri romani) è un anno  del XVII secolo.

## Eventi
- Etiopia - Cacciata dei missionari cattolici.
- Il cardinale Richelieu, in qualità di primo ministro del re Luigi XIII di Francia, concede, per dieci anni, il monopolio del commercio degli schiavi alla Compagnia Senegalese di Dieppe e di Rouen.
- 22 giugno – Galileo Galilei viene obbligato ad abiurare la teoria eliocentrica.
- 30 giugno – A Sassari viene solennemente fondato il Gremio dei viandanti nella Chiesa di Sant' Agostino.

## Nati

### Gennaio
- 19 gennaio - Francesco Martelli, cardinale e patriarca cattolico italiano († 1717)
- 24 gennaio - Girolamo Borgia il giovane, scrittore, poeta e vescovo cattolico italiano († 1683)
- 31 gennaio - Nathaniel Crew, III barone di Crew, vescovo anglicano britannico († 1721)
- 31 gennaio - Federigo Nomi, presbitero, poeta e latinista italiano († 1705)

### Febbraio
- 23 febbraio - Jacopo Antonio Morigia, cardinale e arcivescovo cattolico italiano († 1708)
- 23 febbraio - Charles Patin, medico, chirurgo e numismatico francese († 1693)
- 23 febbraio - Samuel Pepys, politico e scrittore inglese († 1703)
- 26 febbraio - Gustavo Adolfo di Meclemburgo-Güstrow, duca († 1695)

### Marzo
- 2 marzo - Eugenio Maurizio di Savoia-Soissons, nobile francese († 1673)
- 6 marzo - Marcello Durazzo, cardinale e arcivescovo cattolico italiano († 1710)
- 7 marzo - Giovanni Battista Volpato, pittore e critico d'arte italiano († 1706)
- 17 marzo - Alessandro Marchetti, matematico, astronomo e traduttore italiano († 1714)
- 26 marzo - Mary Beale, pittrice inglese († 1699)
- 30 marzo - Miron Costin, politico e storico moldavo († 1691)
- 30 marzo - Federico II d'Assia-Homburg, nobile tedesco († 1708)

### Aprile
- 10 aprile - Werner Fabricius, compositore e organista tedesco († 1679)
- 13 aprile - Giovanni Giustino Ciampini, storico, matematico e giornalista italiano († 1698)
- 19 aprile - Willem Drost, pittore olandese († 1659)
- 20 aprile - Go-Kōmyō, imperatore giapponese († 1654)

### Maggio
- 8 maggio - Carlo Eugenio d'Arenberg, nobile belga († 1681)
- 14 maggio - Bonifazio Rangoni, politico italiano († 1696)
- 15 maggio - Sébastien Le Prestre de Vauban, generale francese († 1707)
- 16 maggio - Domenico Federici, religioso, diplomatico e letterato italiano († 1720)

### Giugno
- 1º giugno - Geminiano Montanari, astronomo e matematico italiano († 1687)
- 16 giugno - Jean de Thévenot, viaggiatore, naturalista e botanico francese († 1667)
- 19 giugno - Philipp van Limborch, teologo olandese († 1712)
- 27 giugno - Augusta di Schleswig-Holstein-Sonderburg-Glücksburg, principessa danese († 1701)

### Settembre
- 4 settembre - Pieter Cornelis Verhoek, pittore, scultore e poeta olandese († 1702)
- 8 settembre - Ferdinando IV d'Asburgo, re († 1654)

### Ottobre
- 4 ottobre - Antonio Ulrico di Brunswick-Wolfenbüttel, nobile, scrittore e poeta tedesco († 1714)
- 4 ottobre - Bernardino Ramazzini, medico, scienziato e scrittore italiano († 1714)
- 14 ottobre - Giacomo II d'Inghilterra, re († 1701)
- 15 ottobre - Vitale Giordano, matematico italiano († 1711)
- 17 ottobre - Brigida Pico della Mirandola, politica italiana († 1720)
- 19 ottobre - Benedetto Gennari junior, pittore italiano († 1715)
- 19 ottobre - Rannuzio Pallavicino, cardinale e scrittore italiano († 1712)
- 28 ottobre - Antonio Magliabechi, letterato italiano († 1714)

### Novembre
- 11 novembre - George Savile, I marchese di Halifax, politico e scrittore inglese († 1695)
- 26 novembre - Elisabeth Sophia Gyldenløve, nobile danese († 1654)

### Dicembre
- 20 dicembre - ʿAbbās II, sovrano persiano († 1666)
- 26 dicembre - Ernst von Trautson, vescovo cattolico austriaco († 1702)

### Senza giorno specificato
- Gerasimo II di Alessandria, arcivescovo ortodosso greco († 1714)
- François Andreossy, ingegnere francese († 1688)
- Charles Emmanuel Biset, pittore fiammingo
- Giovanni Bittante, pittore, stuccatore e decoratore italiano († 1678)
- Paolo Silvio Boccone, botanico italiano († 1704)
- Agostino Bonisoli, pittore italiano († 1700)
- Pieter Borsseler, pittore olandese († 1687)
- Giuseppe Caiola, teologo e gesuita italiano († 1701)
- Joseph Chabanceau de La Barre, organista e compositore francese († 1678)
- Giulio Cirello, pittore italiano († 1709)
- Domenico Maria Corsi, cardinale e vescovo cattolico italiano († 1697)
- Girolamo Marcello De Gubernatis, diplomatico italiano († 1713)
- Jean-Nicolas Geoffroy, compositore, clavicembalista e organista francese († 1694)
- Mademoiselle Du Parc, attrice teatrale e ballerina francese († 1668)
- Catharina Regina von Greiffenberg, scrittrice austriaca († 1694)
- Johann Heinrich Heidegger, teologo svizzero († 1698)
- Wespazjan Kochowski, storico, filosofo e poeta polacco († 1700)
- Adrian Koerbagh, giurista e filosofo olandese († 1669)
- Domenico Melani, cantante italiano († 1690)
- Saverio Musmeci, ingegnere italiano († 1691)
- Palamedes Palamedesz II, pittore e decoratore olandese († 1705)
- Gian Domenico Partenio, compositore, cantante e presbitero italiano († 1701)
- Michele Perrone, scultore italiano († 1693)
- Giovanni Francesco Radicati di Passerano, nobile italiano († 1717)
- Isaac Sailmaker, pittore olandese († 1721)
- José Sanz de Villaragut, vescovo cattolico spagnolo († 1698)
- Alessandro Segni, politico e diplomatico italiano († 1697)
- Nicholas Spencer, mercante e politico inglese († 1689)
- Emilio Taruffi, pittore italiano († 1696)
- Antonio Tibaldi, pittore italiano († 1684)
- Jacobus Tollius, letterato olandese († 1696)
- Lorenzo Trotti, arcivescovo cattolico italiano († 1700)
- Willem van de Velde il Giovane, pittore olandese († 1707)
- Jan de Visscher, incisore, disegnatore e pittore olandese († 1692)
- Lambert de Visscher, incisore e disegnatore olandese († 1690)
- Marcantonio Zollio, vescovo cattolico italiano († 1702)
- Gabrielle de Rochechouart de Mortemart, nobildonna francese († 1693)

## Morti

### Gennaio
- 4 gennaio - Vittoria Colonna de Cabrera, nobile italiana (n. 1558)
- 20 gennaio - Elizabeth Stanley, nobildonna e scrittrice inglese (n. 1588)

### Febbraio
- 9 febbraio - Catherine Henriette de Balzac d'Entragues, nobile francese (n. 1579)
- 17 febbraio - Domenico Basile, scrittore e poeta italiana (n. 1596)

### Marzo
- 1º marzo - George Herbert, poeta e oratore inglese (n. 1593)
- 3 marzo - Magnus Brahe, politico svedese (n. 1564)
- 5 marzo - Satake Yoshinobu, militare giapponese (n. 1570)
- 6 marzo - Giovanni Pietro de Pomis, pittore, medaglista e architetto italiano (n. 1565)
- 9 marzo - Domenico Marin, teologo italiano
- 15 marzo - Giovanni Antonio Scaramuccia, pittore italiano (n. 1570)
- 27 marzo - Peeter Cornet, compositore e organista fiammingo

### Aprile
- 4 aprile - Girolamo Carafa, militare e politico italiano (n. 1564)
- 4 aprile - Pieter Lastman, pittore, incisore e miniaturista olandese (n. 1583)
- 9 aprile - Flaminia Colonna, nobildonna italiana
- 21 aprile - Scipione Dentice, compositore italiano (n. 1560)
- 24 aprile - Sigrid di Svezia, principessa svedese (n. 1566)
- 28 aprile - Johann Fugger il Vecchio, banchiere, mercante e nobile tedesco (n. 1583)

### Maggio
- 7 maggio - Bartolommeo Salvestrini, pittore italiano (n. 1599)
- 10 maggio - Sanson Napollon, diplomatico francese (n. 1583)
- 11 maggio - Caterina di Clèves, nobile francese (n. 1548)
- 18 maggio - Terazawa Hirotaka, militare giapponese (n. 1563)
- 23 maggio - Giovanni Matteo Cariofilo, arcivescovo cattolico, traduttore e umanista greco (n. 1565)
- 25 maggio - Attilio Amalteo, arcivescovo cattolico e diplomatico italiano (n. 1545)

### Giugno
- 11 giugno - Johannes Crell, teologo tedesco (n. 1590)
- 14 giugno - Cristiano di Schleswig-Holstein-Sonderburg-Ærø, nobile danese (n. 1570)

### Luglio
- 2 luglio - Trijntje Keever,  olandese (n. 1616)
- 5 luglio - Margherita d'Asburgo, nobile (n. 1567)
- 8 luglio - Giovanni II di Merode, generale tedesco
- 16 luglio - Giovanni Casimiro di Sassonia-Coburgo, duca (n. 1564)

### Agosto
- 1º agosto - Daniel Tilenus, religioso e teologo tedesco (n. 1563)
- 4 agosto - Antonio Bellavia, presbitero e missionario italiano (n. 1592)
- 5 agosto - George Abbot, arcivescovo anglicano inglese (n. 1562)
- 7 agosto - Fernando Álvarez de Toledo, scrittore e militare spagnolo (n. 1550)
- 11 agosto - Jacopo Peri, compositore, organista e tenore italiano (n. 1561)
- 12 agosto - Ulrico di Danimarca, principe danese (n. 1611)
- 14 agosto - Domenico Ibáñez de Erquicia, presbitero spagnolo (n. 1589)
- 14 agosto - Francesco Shoyemon, religioso giapponese
- 16 agosto - Tabarin, attore teatrale francese (n. 1584)
- 17 agosto - Giacomo Kyuhei Gorobioye Tomonaga, religioso giapponese (n. 1582)
- 18 agosto - Maeda Toshimasa, militare giapponese (n. 1578)
- 21 agosto - Innocenzo Massimo, vescovo cattolico e diplomatico italiano (n. 1581)
- 30 agosto - Maddalena di Jülich-Kleve-Berg, principessa (n. 1553)

### Settembre
- 5 settembre - Giovanni Taddeo di Sant'Eliseo, vescovo cattolico spagnolo (n. 1574)
- 8 settembre - Carlo Carafa, presbitero italiano (n. 1561)
- 12 settembre - Ludovico Settala, medico e traduttore italiano (n. 1550)

### Ottobre
- 1º ottobre - Filarete, monaco cristiano russo
- 2 ottobre - Scipione Caffarelli-Borghese, cardinale, arcivescovo cattolico e collezionista d'arte italiano (n. 1577)
- 21 ottobre - Giuliano Nakaura, presbitero giapponese (n. 1568)
- 22 ottobre - Giovanni Matteo Adami, gesuita e missionario italiano (n. 1576)
- 24 ottobre - Jean Titelouze, organista, compositore e poeta francese (n. 1562)
- 26 ottobre - Horio Tadaharu, militare giapponese (n. 1596)

### Novembre
- 3 novembre - Lucio Massari, pittore italiano (n. 1569)
- 7 novembre - Cornelius Drebbel, inventore e alchimista olandese (n. 1572)
- 8 novembre - Cristiano di Brunswick-Lüneburg, principe (n. 1566)
- 8 novembre - Xu Guangqi, funzionario, matematico e agronomo cinese (n. 1562)
- 14 novembre - William Ames, teologo e predicatore inglese (n. 1576)
- 15 novembre - Johann Lussi, politico e condottiero svizzero
- 20 novembre - Walter Scott, I conte di Buccleuch, nobile scozzese (n. 1606)

### Dicembre
- 1º dicembre - Isabella Clara Eugenia d'Asburgo,  spagnola (n. 1566)
- 10 dicembre - Gaultier-Garguille, attore teatrale francese
- 18 dicembre - Theodoor Galle, incisore, disegnatore e illustratore fiammingo (n. 1571)
- 26 dicembre - Jakob Bartsch, astronomo tedesco
- 27 dicembre - Angelino Medoro, pittore italiano (n. 1567)
- 28 dicembre - Maria Maddalena de' Medici, nobildonna (n. 1600)

### Senza giorno specificato
- Mom Keo, sovrano laotiano
- Fernando Afán de Ribera y Enríquez, Jr., poeta spagnolo (n. 1614)
- Christof Angermair, scultore tedesco (n. 1580)
- Pietro Arcudio, teologo greco (n. 1562)
- Lorenzo Azzolini, vescovo cattolico italiano (n. 1583)
- Alessandro Bardelli, pittore italiano (n. 1583)
- Boetius à Bolswert, incisore olandese
- Jean Boucher, pittore francese
- Robert Browne, teologo britannico (n. 1550)
- Étienne Brûlé, esploratore francese (n. 1592)
- Walter Butler, XI conte di Ormond, nobile irlandese (n. 1569)
- Scipione Cerreto, teorico musicale, compositore e liutista italiano (n. 1551)
- Francis Godwin, vescovo anglicano e storico inglese (n. 1562)
- Jean Le Clerc, pittore e incisore francese (n. 1587)
- Niccolò III Malatesta, condottiero italiano (n. 1591)
- Anthony Munday, drammaturgo e poeta inglese (n. 1553)
- Alessandro Orologio, musicista e compositore italiano (n. 1555)
- Marino Torre, ammiraglio italiano (n. 1583)
- Virginia Eriksdotter (n. 1559)
- Adriaen Veen, cartografo olandese (n. 1572)
- Juan de Pablo Bonet, pedagogo spagnolo (n. 1573)
- Jan de Wael, pittore fiammingo (n. 1558)

## Calendario
| Calendario 1633 | Calendario 1633 | Calendario 1633 | Calendario 1633 | Calendario 1633 | Calendario 1633 | Calendario 1633 | Calendario 1633 | Calendario 1633 | Calendario 1633 | Calendario 1633 | Calendario 1633 | Calendario 1633 | Calendario 1633 | Calendario 1633 | Calendario 1633 | Calendario 1633 | Calendario 1633 | Calendario 1633 | Calendario 1633 | Calendario 1633 | Calendario 1633 | Calendario 1633 | Calendario 1633 | Calendario 1633 | Calendario 1633 | Calendario 1633 | Calendario 1633 | Calendario 1633 | Calendario 1633 | Calendario 1633 | Calendario 1633 | Calendario 1633 |
| --------------- | --------------- | --------------- | --------------- | --------------- | --------------- | --------------- | --------------- | --------------- | --------------- | --------------- | --------------- | --------------- | --------------- | --------------- | --------------- | --------------- | --------------- | --------------- | --------------- | --------------- | --------------- | --------------- | --------------- | --------------- | --------------- | --------------- | --------------- | --------------- | --------------- | --------------- | --------------- | --------------- |
|                 | 1               | 2               | 3               | 4               | 5               | 6               | 7               | 8               | 9               | 10              | 11              | 12              | 13              | 14              | 15              | 16              | 17              | 18              | 19              | 20              | 21              | 22              | 23              | 24              | 25              | 26              | 27              | 28              | 29              | 30              | 31              |                 |
| Gennaio         | Sa              | Do              | Lu              | Ma              | Me              | Gi              | Ve              | Sa              | Do              | Lu              | Ma              | Me              | Gi              | Ve              | Sa              | Do              | Lu              | Ma              | Me              | Gi              | Ve              | Sa              | Do              | Lu              | Ma              | Me              | Gi              | Ve              | Sa              | Do              | Lu              |                 |
| Febbraio        | Ma              | Me              | Gi              | Ve              | Sa              | Do              | Lu              | Ma              | Me              | Gi              | Ve              | Sa              | Do              | Lu              | Ma              | Me              | Gi              | Ve              | Sa              | Do              | Lu              | Ma              | Me              | Gi              | Ve              | Sa              | Do              | Lu              |                 |                 |                 |                 |
| Marzo           | Ma              | Me              | Gi              | Ve              | Sa              | Do              | Lu              | Ma              | Me              | Gi              | Ve              | Sa              | Do              | Lu              | Ma              | Me              | Gi              | Ve              | Sa              | Do              | Lu              | Ma              | Me              | Gi              | Ve              | Sa              | Do              | Lu              | Ma              | Me              | Gi              |                 |
| Aprile          | Ve              | Sa              | Do              | Lu              | Ma              | Me              | Gi              | Ve              | Sa              | Do              | Lu              | Ma              | Me              | Gi              | Ve              | Sa              | Do              | Lu              | Ma              | Me              | Gi              | Ve              | Sa              | Do              | Lu              | Ma              | Me              | Gi              | Ve              | Sa              |                 |                 |
| Maggio          | Do              | Lu              | Ma              | Me              | Gi              | Ve              | Sa              | Do              | Lu              | Ma              | Me              | Gi              | Ve              | Sa              | Do              | Lu              | Ma              | Me              | Gi              | Ve              | Sa              | Do              | Lu              | Ma              | Me              | Gi              | Ve              | Sa              | Do              | Lu              | Ma              |                 |
| Giugno          | Me              | Gi              | Ve              | Sa              | Do              | Lu              | Ma              | Me              | Gi              | Ve              | Sa              | Do              | Lu              | Ma              | Me              | Gi              | Ve              | Sa              | Do              | Lu              | Ma              | Me              | Gi              | Ve              | Sa              | Do              | Lu              | Ma              | Me              | Gi              |                 |                 |
| Luglio          | Ve              | Sa              | Do              | Lu              | Ma              | Me              | Gi              | Ve              | Sa              | Do              | Lu              | Ma              | Me              | Gi              | Ve              | Sa              | Do              | Lu              | Ma              | Me              | Gi              | Ve              | Sa              | Do              | Lu              | Ma              | Me              | Gi              | Ve              | Sa              | Do              |                 |
| Agosto          | Lu              | Ma              | Me              | Gi              | Ve              | Sa              | Do              | Lu              | Ma              | Me              | Gi              | Ve              | Sa              | Do              | Lu              | Ma              | Me              | Gi              | Ve              | Sa              | Do              | Lu              | Ma              | Me              | Gi              | Ve              | Sa              | Do              | Lu              | Ma              | Me              |                 |
| Settembre       | Gi              | Ve              | Sa              | Do              | Lu              | Ma              | Me              | Gi              | Ve              | Sa              | Do              | Lu              | Ma              | Me              | Gi              | Ve              | Sa              | Do              | Lu              | Ma              | Me              | Gi              | Ve              | Sa              | Do              | Lu              | Ma              | Me              | Gi              | Ve              |                 |                 |
| Ottobre         | Sa              | Do              | Lu              | Ma              | Me              | Gi              | Ve              | Sa              | Do              | Lu              | Ma              | Me              | Gi              | Ve              | Sa              | Do              | Lu              | Ma              | Me              | Gi              | Ve              | Sa              | Do              | Lu              | Ma              | Me              | Gi              | Ve              | Sa              | Do              | Lu              |                 |
| Novembre        | Ma              | Me              | Gi              | Ve              | Sa              | Do              | Lu              | Ma              | Me              | Gi              | Ve              | Sa              | Do              | Lu              | Ma              | Me              | Gi              | Ve              | Sa              | Do              | Lu              | Ma              | Me              | Gi              | Ve              | Sa              | Do              | Lu              | Ma              | Me              |                 |                 |
| Dicembre        | Gi              | Ve              | Sa              | Do              | Lu              | Ma              | Me              | Gi              | Ve              | Sa              | Do              | Lu              | Ma              | Me              | Gi              | Ve              | Sa              | Do              | Lu              | Ma              | Me              | Gi              | Ve              | Sa              | Do              | Lu              | Ma              | Me              | Gi              | Ve              | Sa              |                 |